# Mona esquirol
Les mones esquirol (Saimiri) són un gènere de micos del Nou Món. Són l'únic gènere de la subfamília dels saimirins.
Les mones esquirol viuen a les selves pluvials de Centreamèrica i Sud-amèrica, al dosser. La majoria d'espècies tenen una distribució parapàtrica o al·lopàtrica dins de l'Amazònia, mentre que la mona esquirol de dors vermell té una distribució disjuntiva a Costa Rica i Panamà.